# Zanshin
Le terme zanshin (残心) provient du japonais et signifie « vigilance envers l'adversaire », littéralement « l'esprit qui demeure ». Il s'agit d'une attitude développée dans les arts martiaux japonais.

## Kyūdō
C'est le nom de la huitième étape (八節, hassetsu) dans le tir à l'arc japonais, le kyūdō. Zanshin est la phase suivant le lâché de la flèche. Le tireur maintient les extensions verticale et horizontale du corps mises en place un peu avant le départ de la flèche. Il maintient cette posture dynamique après le lâché, afin de s'assurer qu'à l'instant du tir, la flèche vole avec le maximum d’énergie libérée par l'arc. Sans cette vigilance, la puissance de propulsion de l'arc est significativement amenuisée. Cette forme de persistance de l'action englobe le corps et le mental. Les enseignements de kyūdō traduisent cette phase par : « persistance de l'esprit ou continuation du tir ». Cette dernière phase est accompagnée d'un mouvement annexe : yudaoshi, « abaissement de l'arc ».

## Kendo
En kendo, cet état de zanshin est un des éléments nécessaires en plus du ki ken tai no ichi pour marquer un ippon. Le pratiquant affirme ainsi la maîtrise de son action et dissuade son adversaire de contre-attaquer. Pour cela, après un coup porté, le pratiquant doit retrouver une garde immédiate face à son adversaire et demeurer constamment dans un état d'alerte — tant physique que mental — lui permettant de porter à nouveau une attaque si son premier assaut ne lui a pas permis de marquer un ippon.